# Wireshark
Wireshark – sniffer będący wolnym i otwartoźródłowym oprogramowaniem. Umożliwia przechwytywanie i nagrywanie pakietów danych, a także ich dekodowanie. Dzięki dużej liczbie dodatków potrafi rozpoznać i zdekodować wiele protokołów komunikacyjnych. W głównej mierze jest wykorzystywany przez administratorów sieci, służby specjalne oraz hakerów do śledzenia pakietów. Należy zaznaczyć, że Wireshark nie jest wyposażony w funkcjonalność dla ataków typu man in the middle – analizowany ruch wymaga przechwycenia za pomocą innego narzędzia, na przykład Ettercap. Jedną z zalet Wiresharka jest wykorzystanie graficznego interfejsu użytkownika. Do czerwca 2006 projekt nosił nazwę Ethereal.